# Lista över matchresultat i Elitserien i ishockey 1985/1986
Lista över matchresultat i grundserien av Elitserien i ishockey 1985/1986. Ligan inleddes den 19 september 1985 och avslutades 27 februari 1986.
| Nr | Lag                | S  | V  | O | F  | GM  | IM  | MS  | P  |
| -- | ------------------ | -- | -- | - | -- | --- | --- | --- | -- |
| 1  | Färjestad BK       | 36 | 21 | 7 | 8  | 154 | 111 | +43 | 49 |
| 2  | Södertälje SK (RM) | 36 | 21 | 3 | 12 | 167 | 128 | +39 | 45 |
| 3  | HV71               | 36 | 16 | 6 | 14 | 128 | 118 | +10 | 38 |
| 4  | Brynäs IF          | 36 | 17 | 4 | 15 | 125 | 119 | +6  | 38 |
| 5  | IF Björklöven      | 36 | 15 | 5 | 16 | 150 | 132 | +18 | 35 |
| 6  | Luleå HF           | 36 | 15 | 5 | 16 | 135 | 130 | +5  | 35 |
| 7  | Leksands IF        | 36 | 14 | 7 | 15 | 118 | 134 | −16 | 35 |
| 8  | Djurgårdens IF     | 36 | 15 | 3 | 18 | 134 | 158 | −24 | 33 |
| 9  | Modo AIK           | 36 | 12 | 8 | 16 | 134 | 158 | −24 | 32 |
| 10 | AIK                | 36 | 8  | 5 | 23 | 100 | 158 | −58 | 21 |

## Matcher
| Datum Match Resultat Publik Spelplan Omgång 1 - 19 september 1985 HV 71-Färjestads BK 1-7 (0-2, 1-1, 0-4) 4023 Rosenlundshallen - 19 september 1985 Leksands IF-Djurgårdens IF 2-5 (0-3, 2-2, 0-0) 4031 Leksands Isstadion - 19 september 1985 Luleå HF-IF Björklöven 3-6 (1-1, 0-5, 2-0) 4819 Delfinen - 19 september 1985 Modo AIK-Södertälje SK 8-4 (1-0, 5-2, 2-2) 3889 Kempehallen - 19 september 1985 AIK-Brynäs IF 1-4 (1-0, 0-1, 0-3) 3046 Johanneshovs Isstadion Omgång 2 - 22 september 1985 Brynäs IF-Modo AIK 6-3 (3-1, 0-1, 3-1) 4223 Gavlerinken - 22 september 1985 Södertälje SK-Luleå HF 7-7 (2-1, 2-4, 3-2) 4521 Scaniarinken - 22 september 1985 IF Björklöven-Leksands IF 8-3 (2-0, 4-2, 2-1) 3981 Umeå Ishall (B) - 22 september 1985 Djurgårdens IF-HV 71 4-3 (3-2, 0-1, 1-0) 4208 Johanneshovs Isstadion - 22 september 1985 Färjestads BK-AIK 4-1 (0-0, 2-1, 2-0) 4325 Färjestads Ishall Omgång 3 - 26 september 1985 HV 71-IF Björklöven 3-1 (0-1, 2-0, 1-0) 3872 Rosenlundshallen - 26 september 1985 Leksands IF-Södertälje SK 5-4 (2-3, 1-0, 2-1) 2966 Leksands Isstadion - 26 september 1985 Luleå HF-Brynäs IF 1-7 (1-3, 0-3, 0-1) 4804 Delfinen - 26 september 1985 Modo AIK-AIK 3-3 (2-0, 1-3, 0-0) 4087 Kempehallen - 26 september 1985 Djurgårdens IF-Färjestads BK 2-2 (1-0, 0-1, 1-1) 4364 Johanneshovs Isstadion Omgång 4 - 29 september 1985 AIK-Luleå HF 2-7 (0-2, 0-3, 2-2) 3656 Johanneshovs Isstadion - 29 september 1985 Brynäs IF-Leksands IF 4-2 (3-1, 0-1, 1-0) 7463 Gavlerinken - 29 september 1985 Södertälje SK-HV 71 11-1 (1-0, 6-0, 4-1) 4376 Scaniarinken - 29 september 1985 IF Björklöven-Djurgårdens IF 6-3 (3-2, 1-1, 2-0) 4517 Umeå Ishall (B) - 29 september 1985 Färjestads BK-Modo AIK 3-5 (1-0, 1-3, 1-2) 3995 Färjestads Ishall Omgång 5 - 3 oktober 1985 HV 71-Brynäs IF 8-1 (4-0, 1-1, 3-0) 4760 Rosenlundshallen - 3 oktober 1985 Leksands IF-Färjestads BK 3-3 (0-0, 1-3, 2-0) 3401 Leksands Isstadion - 3 oktober 1985 Luleå HF-Modo AIK 5-3 (1-1, 3-0, 1-2) 4904 Delfinen - 3 oktober 1985 IF Björklöven-AIK 5-1 (3-0, 0-1, 2-0) 3856 Umeå Ishall (B) - 3 oktober 1985 Djurgårdens IF-Södertälje SK 2-6 (1-2, 1-1, 0-3) 5992 Johanneshovs Isstadion Omgång 6 - 6 oktober 1985 Modo AIK-Leksands IF 5-5 (1-1, 1-2, 3-2) 4141 Kempehallen - 6 oktober 1985 AIK-HV 71 2-6 (0-1, 1-3, 1-2) 2441 Johanneshovs Isstadion - 6 oktober 1985 Brynäs IF-Djurgårdens IF 2-1 (0-1, 2-0, 0-0) 5774 Gavlerinken - 6 oktober 1985 Södertälje SK-IF Björklöven 4-1 (2-1, 2-0, 0-0) 6110 Scaniarinken - 6 oktober 1985 Färjestads BK-Luleå HF 5-2 (0-1, 1-1, 4-0) 3891 Färjestads Ishall Omgång 7 - 10 oktober 1985 HV 71-Modo AIK 8-4 (3-2, 0-0, 5-2) 4227 Rosenlundshallen - 10 oktober 1985 Leksands IF-Luleå HF 1-1 (0-1, 0-0, 1-0) 3908 Leksands Isstadion - 10 oktober 1985 Södertälje SK-Färjestads BK 3-5 (0-1, 1-2, 2-2) 4636 Scaniarinken - 10 oktober 1985 IF Björklöven-Brynäs IF 8-2 (2-0, 4-2, 2-0) 4138 Umeå Ishall (B) - 10 oktober 1985 Djurgårdens IF-AIK 5-3 (1-2, 2-1, 2-0) 7998 Johanneshovs Isstadion Omgång 8 - 13 oktober 1985 Luleå HF-HV 71 3-4 (0-2, 1-2, 2-0) 4708 Delfinen - 13 oktober 1985 Modo AIK-Djurgårdens IF 6-1 (1-0, 4-1, 1-0) 4111 Kempehallen - 13 oktober 1985 AIK-Leksands IF 7-6 (4-2, 1-2, 2-2) 4175 Johanneshovs Isstadion - 13 oktober 1985 Brynäs IF-Södertälje SK 3-3 (3-1, 0-1, 0-1) 5765 Gavlerinken - 13 oktober 1985 Färjestads BK-IF Björklöven 8-3 (1-1, 2-1, 5-1) 4895 Färjestads Ishall Omgång 9 - 17 oktober 1985 HV 71-Leksands IF 5-3 (2-2, 1-0, 2-1) 4245 Rosenlundshallen - 17 oktober 1985 Brynäs IF-Färjestads BK 4-4 (4-0, 0-1, 0-3) 4557 Gavlerinken - 17 oktober 1985 Södertälje SK-AIK 4-5 (2-3, 1-1, 1-1) 4704 Scaniarinken - 17 oktober 1985 IF Björklöven-Modo AIK 10-2 (4-1, 2-0, 4-1) 4806 Umeå Ishall (B) - 17 oktober 1985 Djurgårdens IF-Luleå HF 2-2 (0-1, 1-1, 1-0) 4717 Johanneshovs Isstadion Omgång 10 - 20 oktober 1985 Leksands IF-HV 71 2-4 (1-1, 0-1, 1-2) 4389 Leksands Isstadion - 20 oktober 1985 Luleå HF-Djurgårdens IF 5-1 (1-0, 2-1, 2-0) 5165 Delfinen - 20 oktober 1985 Modo AIK-IF Björklöven 8-5 (4-1, 1-0, 3-4) 5386 Kempehallen - 20 oktober 1985 AIK-Södertälje SK 3-2 (0-0, 3-1, 0-1) 4772 Johanneshovs Isstadion - 20 oktober 1985 Färjestads BK-Brynäs IF 2-4 (0-3, 1-0, 1-1) 5141 Färjestads Ishall Omgång 11 - 24 oktober 1985 Luleå HF-Leksands IF 1-4 (0-2, 0-0, 1-2) 4232 Delfinen - 24 oktober 1985 Modo AIK-HV 71 6-6 (1-4, 2-2, 3-0) 3722 Kempehallen - 24 oktober 1985 AIK-Djurgårdens IF 1-4 (1-2, 0-0, 0-2) 8128 Johanneshovs Isstadion - 24 oktober 1985 Brynäs IF-IF Björklöven 3-5 (0-2, 1-1, 2-2) 3479 Gavlerinken - 24 oktober 1985 Färjestads BK-Södertälje SK 2-0 (0-0, 1-0, 1-0) 3257 Färjestads Ishall Omgång 12 - 27 oktober 1985 HV 71-Luleå HF 2-5 (2-1, 0-1, 0-3) 4291 Rosenlundshallen - 27 oktober 1985 Leksands IF-AIK 5-2 (2-1, 3-1, 0-0) 5523 Leksands Isstadion - 27 oktober 1985 Södertälje SK-Brynäs IF 8-1 (2-0, 3-1, 3-0) 7069 Scaniarinken - 27 oktober 1985 IF Björklöven-Färjestads BK 9-5 (1-2, 4-2, 4-1) 4057 Umeå Ishall (B) - 27 oktober 1985 Djurgårdens IF-Modo AIK 8-1 (1-0, 1-0, 6-1) 5110 Johanneshovs Isstadion Omgång 13 - 31 oktober 1985 Modo AIK-Luleå HF 7-4 (4-1, 0-2, 3-1) 3379 Kempehallen - 31 oktober 1985 AIK-IF Björklöven 4-1 (1-0, 3-0, 0-1) 2505 Johanneshovs Isstadion - 31 oktober 1985 Brynäs IF-HV 71 0-5 (0-0, 0-3, 0-2) 3172 Gavlerinken - 31 oktober 1985 Södertälje SK-Djurgårdens IF 8-1 (3-0, 3-0, 2-1) 5244 Scaniarinken - 31 oktober 1985 Färjestads BK-Leksands IF 5-1 (1-0, 1-1, 3-0) 3668 Färjestads Ishall Omgång 14 - 3 november 1985 HV 71-AIK 4-1 (1-1, 2-0, 1-0) 4290 Rosenlundshallen - 3 november 1985 Leksands IF-Modo AIK 3-2 (1-2, 0-0, 2-0) 3340 Leksands Isstadion - 3 november 1985 Luleå HF-Färjestads BK 5-1 (1-1, 3-0, 1-0) 4505 Delfinen - 3 november 1985 IF Björklöven-Södertälje SK 5-4 (1-2, 2-1, 2-1) 4287 Umeå Ishall (B) - 3 november 1985 Djurgårdens IF-Brynäs IF 5-3 (1-1, 1-0, 3-2) 5481 Johanneshovs Isstadion Omgång 15 - 7 november 1985 AIK-Modo AIK 6-1 (0-1, 6-0, 0-0) 3357 Johanneshovs Isstadion - 7 november 1985 Brynäs IF-Luleå HF 3-6 (2-1, 1-2, 0-3) 3295 Gavlerinken - 7 november 1985 Södertälje SK-Leksands IF 6-3 (1-1, 2-1, 3-1) 5586 Scaniarinken - 7 november 1985 IF Björklöven-HV 71 7-4 (1-2, 3-2, 3-0) 4800 Umeå Ishall (B) - 7 november 1985 Färjestads BK-Djurgårdens IF 9-2 (1-1, 4-0, 4-1) 4492 Färjestads Ishall Omgång 16 - 10 november 1985 HV 71-Södertälje SK 3-4 (2-1, 1-2, 0-1) 4286 Rosenlundshallen - 10 november 1985 Leksands IF-Brynäs IF 0-6 (0-1, 0-4, 0-1) 5598 Leksands Isstadion - 10 november 1985 Luleå HF-AIK 6-3 (1-2, 4-1, 1-0) 5093 Delfinen - 10 november 1985 Modo AIK-Färjestads BK 4-8 (1-1, 2-5, 1-2) 4014 Kempehallen - 10 november 1985 Djurgårdens IF-IF Björklöven 4-2 (2-1, 1-0, 1-1) 4815 Johanneshovs Isstadion Omgång 17 - 14 november 1985 Brynäs IF-AIK 6-2 (2-1, 1-1, 3-0) 3238 Gavlerinken - 14 november 1985 Södertälje SK-Modo AIK 4-3 (1-1, 1-0, 2-2) 3321 Scaniarinken - 14 november 1985 IF Björklöven-Luleå HF 1-5 (0-3, 0-1, 1-1) 4737 Umeå Ishall (B) - 14 november 1985 Djurgårdens IF-Leksands IF 5-0 (1-0, 2-0, 2-0) 4280 Johanneshovs Isstadion - 14 november 1985 Färjestads BK-HV 71 5-4 (0-1, 4-2, 1-1) 4529 Färjestads Ishall Omgång 18 - 17 november 1985 HV 71-Djurgårdens IF 3-2 (0-0, 2-0, 1-2) 4287 Rosenlundshallen - 17 november 1985 Leksands IF-IF Björklöven 4-0 (1-0, 2-0, 1-0) 3323 Leksands Isstadion - 17 november 1985 Luleå HF-Södertälje SK 2-6 (1-3, 1-2, 0-1) 5582 Delfinen - 17 november 1985 Modo AIK-Brynäs IF 2-0 (2-0, 0-0, 0-0) 3749 Kempehallen - 17 november 1985 AIK-Färjestads BK 3-6 (0-1, 3-2, 0-3) 3905 Johanneshovs Isstadion | Omgång 19 - 21 november 1985 Leksands IF-Färjestads BK 5-5 (1-1, 1-0, 3-4) 3209 Leksands Isstadion - 21 november 1985 IF Björklöven-Djurgårdens IF 9-2 (3-0, 4-0, 2-2) 3646 Umeå Ishall (B) - 21 november 1985 Brynäs IF-Södertälje SK 3-6 (1-1, 2-3, 0-2) 3645 Gavlerinken - 21 november 1985 Luleå HF-Modo AIK 6-3 (1-1, 1-2, 4-0) 4447 Delfinen - 21 november 1985 AIK-HV 71 2-9 (1-1, 1-4, 0-4) 4122 Johanneshovs Isstadion Omgång 20 - 24 november 1985 HV 71-Luleå HF 2-2 (1-1, 0-0, 1-1) 4298 Rosenlundshallen - 24 november 1985 Modo AIK-Brynäs IF 4-4 (2-1, 2-1, 0-2) 3364 Kempehallen - 24 november 1985 Södertälje SK-IF Björklöven 4-4 (2-1, 1-3, 1-0) 7051 Scaniarinken - 24 november 1985 Djurgårdens IF-Leksands IF 4-2 (0-0, 1-0, 3-2) 5099 Johanneshovs Isstadion - 24 november 1985 Färjestads BK-AIK 5-2 (5-1, 0-1, 0-0) 3876 Färjestads Ishall Omgång 21 - 28 november 1985 Leksands IF-Södertälje SK 4-3 (2-1, 0-1, 2-1) 2837 Leksands Isstadion - 28 november 1985 IF Björklöven-Modo AIK 2-3 (1-0, 0-2, 1-1) 4150 Umeå Ishall (B) - 28 november 1985 Brynäs IF-HV 71 0-0 (0-0, 0-0, 0-0) 3154 Gavlerinken - 28 november 1985 Luleå HF-AIK 3-4 (2-1, 0-1, 1-2) 4480 Delfinen - 28 november 1985 Djurgårdens IF-Färjestads BK 2-3 (0-1, 0-0, 2-2) 4403 Johanneshovs Isstadion Omgång 22 - 1 december 1985 AIK-Brynäs IF 2-3 (0-2, 1-1, 1-0) 3633 Johanneshovs Isstadion - 1 december 1985 HV 71-IF Björklöven 4-3 (2-1, 0-1, 2-1) 4298 Rosenlundshallen - 1 december 1985 Modo AIK-Leksands IF 3-5 (3-1, 0-1, 0-3) 3394 Kempehallen - 1 december 1985 Södertälje SK-Djurgårdens IF 3-2 (2-2, 1-0, 0-0) 6477 Scaniarinken - 1 december 1985 Färjestads BK-Luleå HF 5-2 (0-0, 1-2, 4-0) 3999 Färjestads Ishall Omgång 23 - 4 december 1985 Södertälje SK-AIK 4-2 (1-0, 2-2, 1-0) 4625 Scaniarinken - 5 december 1985 IF Björklöven-Färjestads BK 2-6 (0-1, 1-2, 1-3) 3272 Umeå Ishall (B) - 5 december 1985 Brynäs IF-Luleå HF 7-2 (3-1, 2-0, 2-1) 2185 Gavlerinken - 5 december 1985 Leksands IF-HV 71 6-2 (2-0, 2-1, 2-1) 3209 Leksands Isstadion - 5 december 1985 Djurgårdens IF-Modo AIK 2-5 (1-1, 0-2, 1-2) 3041 Johanneshovs Isstadion Omgång 24 - 8 december 1985 Luleå HF-IF Björklöven 4-4 (1-1, 2-2, 1-1) 4395 Delfinen - 8 december 1985 AIK-Leksands IF 2-2 (0-1, 1-0, 1-1) 5347 Johanneshovs Isstadion - 8 december 1985 HV 71-Djurgårdens IF 4-2 (0-0, 1-0, 3-2) 4280 Rosenlundshallen - 8 december 1985 Modo AIK-Södertälje SK 2-3 (0-1, 1-2, 1-0) 3359 Kempehallen - 8 december 1985 Färjestads BK-Brynäs IF 4-2 (0-0, 1-2, 3-0) 4897 Färjestads Ishall Omgång 25 - 9 januari 1986 Leksands IF-Luleå HF 5-3 (2-0, 2-1, 1-2) 3320 Leksands Isstadion - 9 januari 1986 IF Björklöven-Brynäs IF 4-5 (3-4, 0-0, 1-1) 3233 Umeå Ishall (B) - 9 januari 1986 Modo AIK-Färjestads BK 4-4 (3-1, 0-2, 1-1) 2799 Kempehallen - 9 januari 1986 Södertälje SK-HV 71 5-3 (2-0, 1-2, 2-1) 5070 Scaniarinken - 9 januari 1986 Djurgårdens IF-AIK 4-4 (1-3, 2-1, 1-0) 10113 Johanneshovs Isstadion Omgång 26 - 12 januari 1986 Brynäs IF-Leksands IF 9-4 (5-1, 2-2, 2-1) 7430 Gavlerinken - 12 januari 1986 Luleå HF-Djurgårdens IF 4-2 (2-0, 2-1, 0-1) 4561 Delfinen - 12 januari 1986 AIK-IF Björklöven 4-4 (3-1, 1-2, 0-1) 3892 Johanneshovs Isstadion - 12 januari 1986 HV 71-Modo AIK 4-4 (2-1, 1-1, 1-2) 3717 Rosenlundshallen - 12 januari 1986 Färjestads BK-Södertälje SK 9-2 (4-2, 4-0, 1-0) 4674 Färjestads Ishall Omgång 27 - 16 januari 1986 Leksands IF-IF Björklöven 7-2 (2-0, 1-1, 4-1) 2630 Leksands Isstadion - 16 januari 1986 HV 71-Färjestads BK 1-3 (0-0, 0-0, 1-3) 3776 Rosenlundshallen - 16 januari 1986 Modo AIK-AIK 8-6 (4-2, 3-2, 1-2) 2990 Kempehallen - 16 januari 1986 Södertälje SK-Luleå HF 7-1 (1-0, 3-1, 3-0) 2795 Scaniarinken - 16 januari 1986 Djurgårdens IF-Brynäs IF 0-7 (0-2, 0-1, 0-4) 3880 Johanneshovs Isstadion Omgång 28 - 19 januari 1986 IF Björklöven-Leksands IF 1-3 (0-2, 0-0, 1-1) 3322 Umeå Ishall (B) - 19 januari 1986 Brynäs IF-Djurgårdens IF 6-4 (1-1, 4-0, 1-3) 5339 Gavlerinken - 19 januari 1986 Luleå HF-Södertälje SK 3-5 (0-1, 3-1, 0-3) 4389 Delfinen - 19 januari 1986 AIK-Modo AIK 2-2 (1-1, 1-0, 0-1) 4400 Johanneshovs Isstadion - 19 januari 1986 Färjestads BK-HV 71 3-6 (1-1, 1-3, 1-2) 5250 Färjestads Ishall Omgång 29 - 23 januari 1986 Brynäs IF-IF Björklöven 3-4 (3-0, 0-2, 0-2) 4159 Gavlerinken - 23 januari 1986 Luleå HF-Leksands IF 5-2 (1-1, 2-0, 2-1) 4406 Delfinen - 23 januari 1986 AIK-Djurgårdens IF 2-3 (1-0, 0-2, 1-1) 10239 Johanneshovs Isstadion - 23 januari 1986 HV 71-Södertälje SK 2-4 (0-1, 1-0, 1-3) 4280 Rosenlundshallen - 23 januari 1986 Färjestads BK-Modo AIK 3-0 (0-0, 1-0, 2-0) 3560 Färjestads Ishall Omgång 30 - 26 januari 1986 Leksands IF-Brynäs IF 5-2 (0-0, 4-1, 1-1) 5159 Leksands Isstadion - 26 januari 1986 IF Björklöven-AIK 7-0 (2-0, 5-0, 0-0) 3323 Umeå Ishall (B) - 26 januari 1986 Modo AIK-HV 71 2-2 (1-1, 0-1, 1-0) 3999 Kempehallen - 26 januari 1986 Södertälje SK-Färjestads BK 7-3 (0-1, 2-2, 5-0) 7434 Scaniarinken - 26 januari 1986 Djurgårdens IF-Luleå HF 2-6 (1-1, 1-3, 0-2) 5483 Johanneshovs Isstadion Omgång 31 - 30 januari 1986 AIK-Luleå HF 4-3 (0-0, 1-2, 3-1) 2124 Johanneshovs Isstadion - 30 januari 1986 HV 71-Brynäs IF 0-2 (0-0, 0-0, 0-2) 4286 Rosenlundshallen - 30 januari 1986 Modo AIK-IF Björklöven 4-2 (1-0, 2-2, 1-0) 4580 Kempehallen - 30 januari 1986 Södertälje SK-Leksands IF 7-4 (1-2, 3-1, 3-1) 5180 Scaniarinken - 30 januari 1986 Färjestads BK-Djurgårdens IF 3-5 (0-2, 3-2, 0-1) 3987 Färjestads Ishall Omgång 32 - 2 februari 1986 Leksands IF-Modo AIK 1-4 (1-0, 0-2, 0-2) 3737 Leksands Isstadion - 2 februari 1986 IF Björklöven-HV 71 3-3 (1-1, 1-0, 1-2) 3828 Umeå Ishall (B) - 2 februari 1986 Brynäs IF-AIK 4-0 (2-0, 0-0, 2-0) 4364 Gavlerinken - 2 februari 1986 Luleå HF-Färjestads BK 2-4 (0-0, 0-2, 2-2) 4525 Delfinen - 2 februari 1986 Djurgårdens IF-Södertälje SK 6-2 (2-0, 1-2, 3-0) 5282 Johanneshovs Isstadion Omgång 33 - 16 februari 1986 Leksands IF-AIK 4-2 (0-1, 2-0, 2-1) 3712 Leksands Isstadion - 16 februari 1986 IF Björklöven-Luleå HF 4-2 (0-0, 1-1, 3-1) 3608 Umeå Ishall (B) - 16 februari 1986 Brynäs IF-Färjestads BK 5-1 (2-0, 1-0, 2-1) 5822 Gavlerinken - 16 februari 1986 Södertälje SK-Modo AIK 8-4 (1-2, 4-1, 3-1) 3919 Scaniarinken - 16 februari 1986 Djurgårdens IF-HV 71 3-2 (2-0, 1-2, 0-0) 5262 Johanneshovs Isstadion Omgång 34 - 20 februari 1986 Luleå HF-Brynäs IF 5-0 (0-0, 4-0, 1-0) 4065 Delfinen - 20 februari 1986 AIK-Södertälje SK 7-5 (3-3, 0-0, 4-2) 1678 Johanneshovs Isstadion - 20 februari 1986 HV 71-Leksands IF 2-0 (1-0, 1-0, 0-0) 4095 Rosenlundshallen - 20 februari 1986 Modo AIK-Djurgårdens IF 2-4 (0-2, 1-0, 1-2) 4080 Kempehallen - 20 februari 1986 Färjestads BK-IF Björklöven 3-3 (2-1, 0-0, 1-2) 3863 Färjestads Ishall Omgång 35 - 23 februari 1986 Leksands IF-Djurgårdens IF 4-2 (1-0, 3-1, 0-1) 5486 Leksands Isstadion - 23 februari 1986 IF Björklöven-Södertälje SK 7-0 (2-0, 4-0, 1-0) 3471 Umeå Ishall (B) - 23 februari 1986 Brynäs IF-Modo AIK 2-4 (0-1, 2-1, 0-2) 3199 Gavlerinken - 23 februari 1986 Luleå HF-HV 71 3-2 (1-1, 0-1, 2-0) 4832 Delfinen - 23 februari 1986 AIK-Färjestads BK 2-3 (0-2, 1-0, 1-1) 1542 Johanneshovs Isstadion Omgång 36 - 27 februari 1986 HV 71-AIK 6-3 (3-0, 2-3, 1-0) 4285 Rosenlundshallen - 27 februari 1986 Modo AIK-Luleå HF 3-9 (0-3, 1-2, 2-4) 5303 Kempehallen - 27 februari 1986 Södertälje SK-Brynäs IF 4-2 (2-0, 2-2, 0-0) 3647 Scaniarinken - 27 februari 1986 Djurgårdens IF-IF Björklöven 5-2 (2-1, 1-0, 2-1) 5964 Johanneshovs Isstadion - 27 februari 1986 Färjestads BK-Leksands IF 3-3 (1-2, 2-1, 0-0) 3566 Färjestads Ishall |